# Acrocercops hexaclosta
Acrocercops hexaclosta är en fjärilsart som beskrevs av Edward Meyrick 1934. Acrocercops hexaclosta ingår i släktet Acrocercops och familjen styltmalar. Inga underarter finns listade i Catalogue of Life.